# 新街彝族苗族布依族乡
新街彝族苗族布依族乡是中华人民共和国贵州省六盤水市水城区下辖的一个民族乡。

## 行政区划
新街彝族苗族布依族乡下辖以下村级行政区划单位：
新街村、马路村、大元村、杜母姑村和二台村。